# ノームコア (ファッション)
ノームコア（英: normcore）は、気取らない通常の服装を特徴としたユニセックスなファッショントレンドである。

## 歴史
ノームコアと言う語は「通常」を意味する "normal" と「ハードコア」を意味する "hardcore" から成る造語である。この単語が初めて登場したのは2009年以前のウェブコミック『Templar, Arizona』で、その後、2013年10月のレポート「Youth Mode: A Report on Freedom」の中で、トレンド分析のグループである K-HOLE によって採用されている。
K-HOLEによれば、ノームコアは特定のドレスコードではなく、態度や立ち居振る舞いとして言及されており、これは「特別なことをせず自由なスタイルを見付ける」ことを意味している。しかし、2014年2月の『ニューヨーク・マガジン』の記事により、「基本的な行動」と言う目立つことを避けるために中立的な服装を纏うK-HOLEによる別のコンセプトと合成され、一気に普及し始める。この意味でのノームコアは一般的にも使用されるようになった。テレビシリーズ『となりのサインフェルド』がノームコアの美学や精神を例として頻繁に引用した。
ノームコアと言う語はオックスフォード大学出版局によって2014年の造語として次点に挙げられている。2016年にはAPスタイルブックにも追加された。

## ファッション
ノームコアを身に纏った人々は彼らの服装によって他者から区別されたくないと考えている。これは彼らが時代遅れな物を選んでいると言うわけではなく、意識的に実用的で平凡な服装を選択し、そのため威信を示すラベルを付与する。ノームコアは流行の変化の激しいファッションの過飽和による結果として解釈される。
ノームコアの衣類は、Tシャツやパーカー、ポロシャツや袖の短いシャツ、ジーンズやチノパンなど日常的なカジュアルウェアを含み、ネクタイやブラウスなどは含まれない。これらの衣装は男女ともに着ることができ、ノームコアはユニセックスなスタイルとなった。
衣服としての「ノームコア」は、主にギャップやジャック&ジョーンズ、スーパーグループやジグソー、エスプリなどの大型ファッションブランドや小売りチェーンなどで販売されている物を指す。これらの衣類は一般的には東アジアの国々で安価に生産されている。マルコポーロやWoolrich、デシグアルやクローズド、スコッチ&ソーダなどの他の多くの小売業者は、個別にデザインしたものと組み合わせてノームコアのような服装を製造している。

## Menocore
女性に対する同様のコンセプトは "menocore'" と呼ばれており、更年期障害を過ぎた女性に使用される。このスタイルの服装と関連したデザイナーブランドは、1980年代以降にEileenフィッシャーダナ・キャランによって登場した。ゆったりとして快適な衣服は、通常、軽い肌触りと中間色の見た目で、教員やウェイトレス、レストランでのランチなど様々なインフォーマルな状況に適している。このスタイルは着用者に成熟や自信を必要とし、男性からの注意を引かずに、レジャーを楽しんだりする。これらの団体は、この社会階級での内容としてドレススタイルの細身の女性や中高齢者や既に利益を雇う必要の無い制服を着用する。このスタイルによる女性へのステレオタイプとして向上心が挙げられ、金融の安全やレジャー、その他の生活の要素が裕福な階層の女性である。